# ری آقایان
ریموند "ری" جی. آقایان (به انگلیسی: Reymond "Ray" G. Aghayan) (زاده ۲۸ ژوئیه ۱۹۲۸ - مرگ ۱۰ اکتبر ۲۰۱۱) یک طراح لباس ایرانی-آمریکایی ارمنی‌تبار در صنعت فیلم‌سازی ایالات متحده بود. او در سال ۱۹۶۷ به همراه همسرش باب مکی برنده جایزه امی به خاطر کارش در فیلم «آلیس در آنسوی آیینه» شد.
آقایان همچنین سه بار نامزد دریافت جایزه اسکار بهترین طراحی لباس برای فیلم‌های گیلی، گیلی در سال ۱۹۷۰، بانو بلوز می‌خواند در سال ۱۹۷۳ و همچنین دوشیزه خنده‌دار در سال ۱۹۷۶ شد. او همچنین مسئول طراحی لباس برای مراسم افتتاحیه و اختتامیه بازی‌های المپیک تابستانی ۱۹۸۴ در لس آنجلس، کالیفرنیا بود.

## زندگی
رِیموند (رِی) آقایان در سال ۱۳۰۷ در تهران در خانواده‌ای ارمنی‌تبار زاده شد. در کودکی پدر را از دست داد. مادرش که خیاط دربار بود، پای او را هم به آنجا باز کرد. شیفتگی او به طرح لباس چنان بود که همپای مادرش پوشاک می‌دوخت و درس و مدرسه را تنها برای کارشناسی در این رشته می‌خواست. ۱۳ ساله بود که لباسی برای فوزیه، نخستین همسر آخرین شاه ایران، طراحی کرد و هنوز نوجوان بود که مادرش او را به لس‌آنجلس فرستاد تا در آنجا طراحی لباس بیاموزد و کار کند. ۲۵ ساله بود که رفتار حرفه‌ای و صبر و نرمش بی‌اندازه‌اش زبانزد همگان شد. در آن زمان او یک سال لباس‌های جودی گارلند، بازیگر و خواننده نامدار هالیوود را که در شبکه تلویزیونی «سی بی اس» یک شو پرطرفدار موزیکال داشت، طراحی کرد؛ با اینکه کار با جودی به خاطر بدخلقی‌هایش که از مصرف داروهای خودگردان ناشی می‌شد، بسیار سخت بود. ۲۹ ساله بود که آوازه طرح‌هایش چنان در آمریکا پیچید که «آکادمی دانش و هنرهای متحرک» نشست ویژه‌ای تشکیل داد و جایزه طراحی لباس را به جایزه‌های بهترین‌ها افزود و در همان سال نخستین بار این جایزه را به او و شریک زندگی‌اش «باب مکی» به خاطر طراحی لباس‌های فیلم تلویزیونی «آلیس در سرزمین آینه‌ها» اهدا کرد. او از آن پس طراحی لباس چندین بازیگر بنام مانند باربارا استرایسند، دایانا راس و جولی اندروز را به عهده گرفت. طرح‌های او اندام این هنرپیشگان را زیباتر و با صحنه‌های فیلم‌ها سازگارتر نشان می‌داد. 

## درگذشت
آقایان در ۱۰ اکتبر ۲۰۱۱ در خانه‌اش در لس آنجلس، کالیفرنیا درگذشت.

## نگارخانه

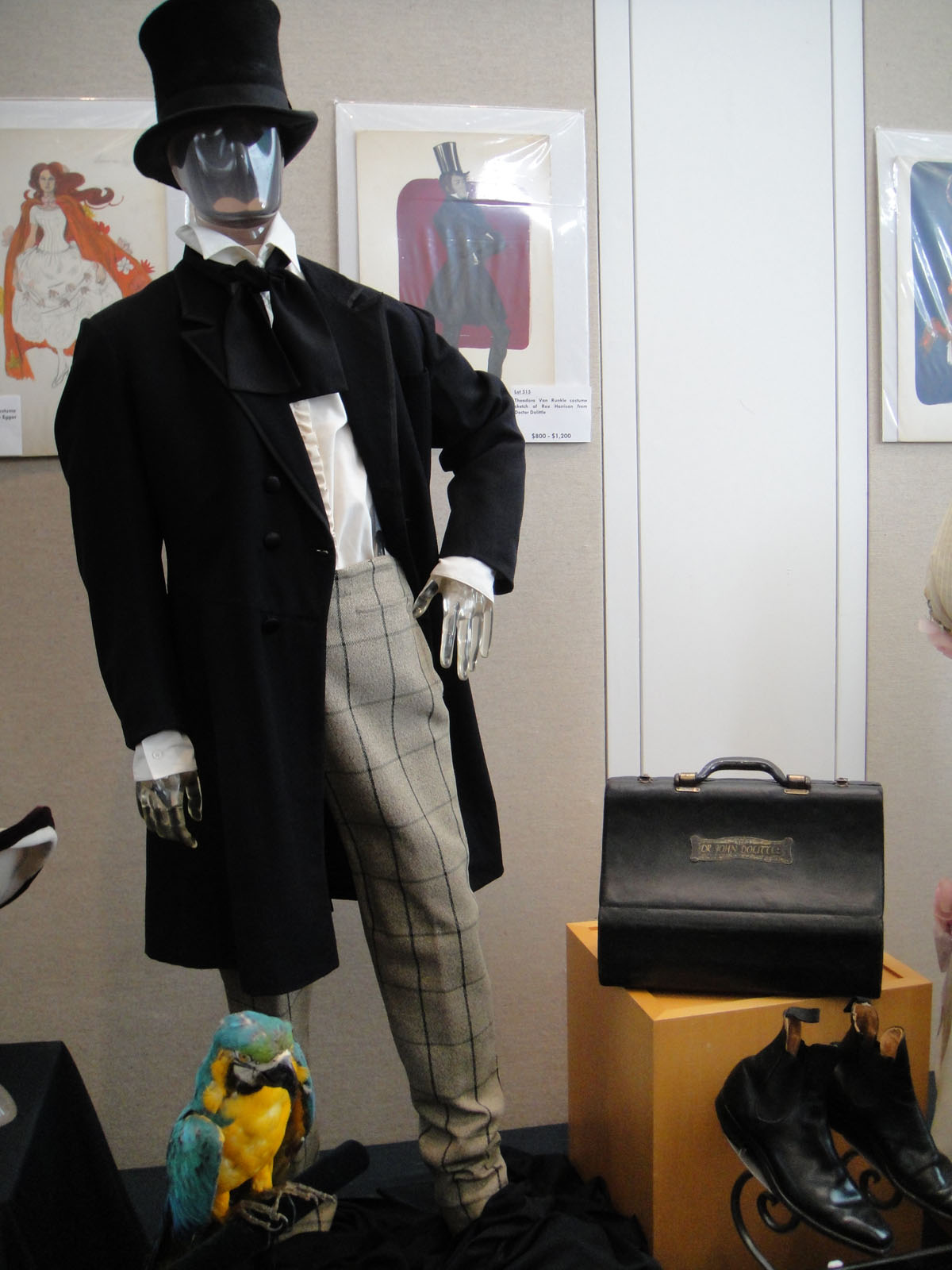
طراحی لباس آقایان برای رکس هریسون در فیلم دکتر دولیتل (۱۹۶۷)